# Kunstwedstrijden op de Olympische Zomerspelen 1936
Kunstwedstrijden maakten op de Olympische Zomerspelen in 1936 in Berlijn voor de zesde keer deel uit van het Olympisch programma.
Er werden medailles uitgereikt voor werken die geïnspireerd waren door sport in de categorieën: architectuur, literatuur, muziek, schilderen en beeldhouwen.
De kunstwedstrijden werden van 15 juli tot 16 augustus in het Messegelände gehouden. Er werden 667 kunstwedstrijden uit 22 landen tentoongesteld. Ook waren er 40 literatuurinzendingen uit 12 landen en 33 muziekinzendingen uit 9 landen.

## Medailleoverzicht

### Architectuur
| Categorie               | Goud                                                            | Zilver                                          | Brons                                                                            |
| ----------------------- | --------------------------------------------------------------- | ----------------------------------------------- | -------------------------------------------------------------------------------- |
| Architectonisch ontwerp | Hermann Kutschera Ontwerp voor een ski stadion                  | Werner March Ontwerp voor de Rijks Sportcomplex | Hermann Stiegholzer en Herbert Kastinger Ontwerp voor een Sportcomplex' in Wenen |
| Stedenbouw              | Werner March en Walter March Ontwerp voor de Rijks Sportcomplex | Charles Downing Lay Marine Park, Brooklyn       | Theo Nußbaum Stedebouw en sportcomplex in Keulen                                 |

### Muziek
| Categorie       | Goud                             | Zilver                            | Brons                          |
| --------------- | -------------------------------- | --------------------------------- | ------------------------------ |
| Solo en refrein | Paul Höffer Olympic Vow          | Kurt Thomas Olympic Cantata, 1936 | Harald Genzmer The Runner      |
| Instrumentaal   | niet uitgereikt                  | niet uitgereikt                   | niet uitgereikt                |
| Orkest          | Werner Egk Olympic Festive Music | Lino Liviabella The Victor        | Jaroslav Křička Mountain Suite |

### Schilderen
| Categorie                   | Goud                            | Zilver                                                 | Brons                                                  |
| --------------------------- | ------------------------------- | ------------------------------------------------------ | ------------------------------------------------------ |
| Schilderijen                | niet uitgereikt                 | Rudolf Eisenmenger Runners at the Finishing Line       | Ryuji Fujita IJshockey                                 |
| Waterverf en tekeningen     | niet uitgereikt                 | Romano Dazzi Four Sketches for Frescoes                | Sujaku Suzuki Classical Horse Racing in Japan          |
| Grafische kunst             | niet uitgereikt                 | niet uitgereikt                                        | niet uitgereikt                                        |
| Commerciële grafische kunst | Alex Diggelmann Arosa / Placard | Alfred Hierl International Automobile Race on the Avus | Stanisław Ostoja-Chrostowski Yachting Club Certificate |

### Beeldhouwen
| Categorie | Goud                       | Zilver                        | Brons                              |
| --------- | -------------------------- | ----------------------------- | ---------------------------------- |
| Beelden   | Farpi Vignoli Sulky Driver | Arno Breker Decathlon Athlete | Stig Blomberg Wrestling Youths     |
| Reliëf    | Emil Sutor Hurdlers        | Józef Klukowski Ball          | niet uitgereikt                    |
| Medailles | niet uitgereikt            | Luciano Mercante Medailles    | Josue Dupon Equestrische Medailles |

## Status
Ten tijde van de Spelen werden medailles uitgereikt aan de kunstenaars. Achteraf werd door het Internationaal Olympisch Comité (IOC) bepaald dat de kunstwedstrijden niet langer als een officieel onderdeel deel van de Olympische Spelen uitmaakten waardoor ze niet meer voorkomen in de olympische database en niet voorkomen in het medaille-overzicht voor de Olympische Spelen in 1936.
Atletiek · Basketbal · Boksen · Gewichtheffen · Handbal · Hockey · Honkbal (demonstratie) · Kanovaren · Kunstwedstrijden · Moderne vijfkamp · Paardensport · Polo · Roeien · Schermen · Schietsport · Schoonspringen · Turnen · Voetbal · Waterpolo · Wielersport · Worstelen · Zeilen · Zweefvliegen (demonstratie) · Zwemmen
Stockholm 1912 · 
Antwerpen 1920 · 
Parijs 1924 · 
Amsterdam 1928 · 
Los Angeles 1932 · 
Berlijn 1936 · 
Londen 1948